# Leucotmemis pleuraemata
Leucotmemis pleuraemata är en fjärilsart som beskrevs av George Francis Hampson 1898. Leucotmemis pleuraemata ingår i släktet Leucotmemis och familjen björnspinnare. Inga underarter finns listade i Catalogue of Life.